# Eulália de Mérida
Eulália de Mérida foi uma santa cristã, virgem e mártir, festejada a 10 de dezembro. É com frequência confundida com Santa Eulália de Barcelona, cuja hagiografia é semelhante.

## Hagiografia
Segundo o escritor cristão Prudêncio, na sua obra Peristephanon, Eulália seria uma virgem cristã muito devota, com idade entre 12 e 14 anos, cuja mãe fora sequestrada em sua própria casa em 304 por causa da exigência de que todos os cidadãos romanos deveriam realizar sacrifícios aos deuses romanos durante a perseguição de Diocleciano. Eulália correu para a corte do presidente (governador) Públio Daciano, em Emerita, confessou ser uma cristã, ofendeu os deuses pagãos e o imperador romano Maximiano e o desafiou a martirizá-la. As tentativas do juiz de suborná-la com dinheiro e elogios fracassou.
Ela foi então despida pelos soldados, torturada com ganchos e tochas e queimada na estaca, sufocando por conta da inalação de fumaça. Ela exortou os torturadores por todo o tempo e, quando ela expirou, uma pomba voou de sua boca, o que assustou os soldados e permitiu que uma neve milagrosa cobrisse a sua nudez com uma brancura indicativa de sua santidade.
Um santuário foi logo erguido sobre seu túmulo e a veneração de Eulália já era muito popular entre os cristãos por volta de 350 e suas relíquias foram distribuídas por toda a Iberia. O bispo Fidelis de Mérida reconstruiu a basílica em sua memória por volta de 560. Este santuário era o mais popular do Reino Visigótico. Por volta de 780, seu corpo foi translado para Oviedo pelo Rei Silo do Reino das Astúrias repousa atualmente num caixão de prata árabe doado por Alfonso VI de Castela em 1075. Em 1639, ela foi transformada em padroeira da cidade.
É cantada na célebre Sequência de Santa Eulália (ou Cantilena de Santa Eulália), o primeiro texto poético em língua francesa, de fins do século IX.